# 事故資料記錄器
事故資料記錄器（英語：Event data recorder，缩写为 EDR）是一個安裝在汽車上，用於記錄駕駛狀態等資訊的设备以便在交通事故時提供證據。在現代的柴油卡車中，車禍往往發生在發動機出現故障或車速陡然變化的時候，事故資料記錄器便在這時候記錄下資料。車禍發生後，從事故資料記錄器上收集到的資料可以用於分析事故原因和確定責任人。這個設備具有防篡改和可讀寫特性，與飛機上的黑匣子作用相似。通常又稱作“汽車黑匣子”（它和磁帶記錄器、警車上用的攝像頭等不是同一類設備）。

## 說明
EDR的功能涉及多個專利技術。一些EDR設備可以在車禍結束前持續記錄資料或覆蓋先前寫入的資料，另一些只在發生特定事件的時候才開始記錄（比如速度突然變化），一直持續到車禍結束或記錄器超時。EDR設備會記錄下非常多的資料，包括何時踩下了煞車、發生碰撞時的速度、轉向角度甚至是安全帶的鎖扣處於“鎖定”還是“解鎖”的狀態。現代的EDR將資料儲存在其內部的EEPROM模組中，一些內置通訊系統的汽車（比如通用汽車公司的OnStar系統）還會將資料發送到遠端終端機。

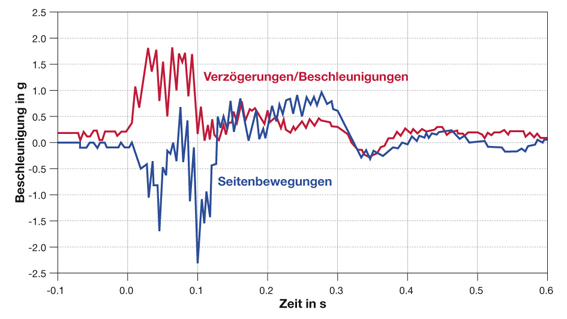
事故資料記錄器記錄碰撞時的一部分資料

大部分轎車和小型貨車的EDR設備內置於安保系統控制模組中，這些模組可以監測碰撞時的加速度以決定觸發哪些保護操作（比如釋放安全氣囊、鎖定安全帶鎖扣）。當這些保護操作執行完畢並且仍有足夠能源時，資料會被寫入EDR的儲存器中。老式EDR匯出的資料通常有只有6-8頁，而一些新的系統能根據品牌、型號不同監更多的資料，需要的儲存空間也越來越大。根據碰撞情況和其他條件，不同類型的EDR設備可能會執行或拒絕執行一些特定的操作。
事故資料記錄器有也可能無法恢復任何資料，其中一種情況是發生碰撞時導致電能嚴重損失。在這樣的情況下，安全系統內的電源儲備會將能量全部輸出到安全氣囊中去，導致沒有足夠的電源將資料寫入EEPROM。其他情況也同樣有可能使記錄器無法記錄下資料。
在大部分的大型貨車中，事故資料記錄器是組成發動機電子控制模組（ECM）的一部分，發動機電子控制模組負責控制重型柴油發動機噴油定時和其他功能。不同的發動機生產商所生產製造的EDR設備功能也有所不同，但大部分共同的引擎事件包括：突然停止、油壓過低和冷卻劑不足。底特律、卡特彼勒、梅賽德斯-賓士、麥克貨車、康明斯的汽車可能也包含上述功能。當故障發生時，資料會寫入到記憶體中。當檢測到車輪的轉速降低時，寫入記憶體的資料包括最近兩分鐘的速度變化、煞車操作、離合器操作和巡航器的狀態，之後可以通過軟體和引擎專用資料線纜下載這些資料。這些軟體可以監視駕駛者的駕駛時間、燃油經濟性、閒置時間、平均速度等與汽車維修保養相關的資訊。
有些事故資料記錄器僅僅能通過行駛距離來計算速度而不是速度計。分析師一般通過動量、能量、碰撞產生的破壞力、以及估計的速度和事故資料記錄器做對比，來得出事故的前因後果。

## 使用情況

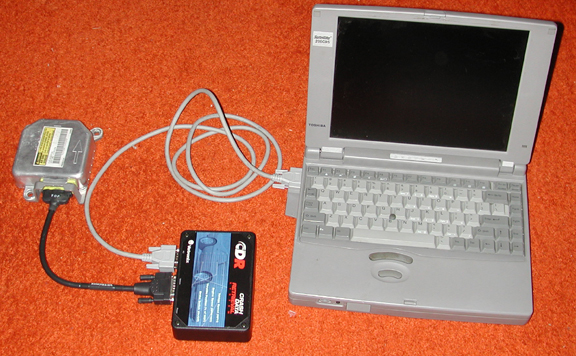
離線匯出

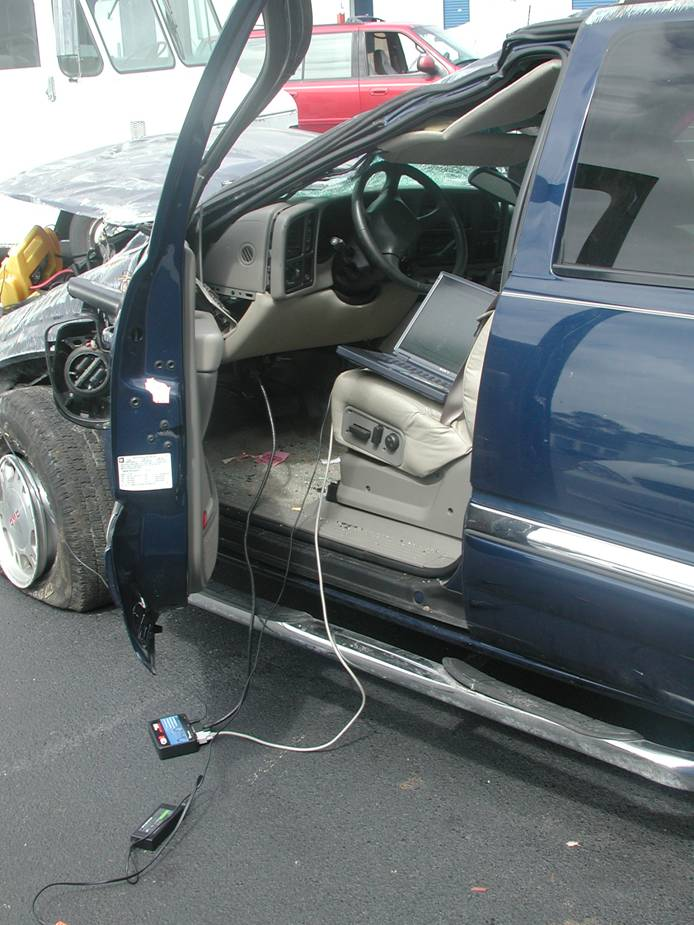
通過診斷鏈接介面匯出

事故資料記錄器並不是法律要求必配的設備，各生產廠商使用情況不盡相同。通用汽車和福特汽車公司在他們最新型號的汽車上都安裝了該設備，而賓士和奧迪則從不使用。直到2003年為止，至少400萬汽車配備了該設備。在英國，一些企業為警員和安保服務行業的汽車配備了一個更加精密的事故資料記錄器。警視廳和倫敦城員警早已是事故資料記錄器的長期使用者，他們將這些罪證資料公之於眾。
通過連接合適的掃描工具到診斷鏈接介面（DLC），來下載安全氣囊模組裡的資料是最好的方式。診斷鏈接介面通常在汽車儀錶盤的下方，大約是駕駛者膝蓋的位置。右邊的這幅照片裡，資料正在通過診斷鏈接介面匯出。另外，有些模組也可以拆卸下來再匯出資料，如左邊的圖片。
南美州的博士資料檢索系統是唯一有能力下載並恢復這些崩潰資料的商用產品。

## 隱私問題
儘管車主手冊中允許安裝警報器，許多駕駛者卻不知道他們的汽車上安裝了事故資料記錄器。公民自由和隱私保護組織曾经提出：人們需要考慮到事故資料記錄器“偷偷”拍下的這些資料的影響，尤其是“誰擁有這些資料”的問題尚未解決，此外，將記錄器所取得的資料作為訴訟案的證據，和肇事車主對保險理賠對抗的做法也存在爭議。儘管如此，民事案和刑事案已經逐漸接受將EDR資料作為事故再現的來源可靠的經驗證據。

## 在法庭上作為證據使用的案件
- 2001年，加拿大的魁北克，一輛闖紅燈的汽車撞上了路口的另一輛車，另一輛車的司機當場死亡，車主以危險駕駛被定罪。後來EDR的資料顯示，是該車的駕駛員超速行駛導致的。本案並無其他目擊證人。
- 2005年，澳大利亞的新南威爾士州，一個十來歲的女士（實習駕駛）因危險駕駛致他人死亡或重傷被定罪。標緻汽車事故資料記錄器的資料顯示汽車行駛速度在許可範圍內，這個從車主（被告的父母）的汽車獲得的資料被作為證據與法院的強制令對抗。最終，新南威爾士州最高法院大法官推翻了本案。
- 2006年，英国的伯明翰，一名19歲的男子駕駛一輛越野路華Range Rover Sport运动型多用途车（SUV）撞上了一部吉普，導致吉普車上的一名11月大女嬰癱瘓，被判21個月監禁。該男子是富商2 Sisters Food Group（英语：2 Sisters Food Group）創辦人的兒子Antonio Boparan Singh，事發前半年剛通過駕駛考試。據報他當時正越綫超車，結果迎頭與吉普車相撞。肇事越野路華的事故資料記錄器資料證明該駕駛人在僅允許每小時30英里的區域裡開到了每小時72英里。本案也是英國伯明翰刑事法庭第一次採用EDR資料作為證據。[4]該男子服刑六個月後在宵禁條件下獲釋，而女嬰事發九年後於2015年10月，十歲生日前一個月逝世。[5]

## 名人案件
新澤西州州長喬恩·科爾津在一次車禍中受了重傷，根據國家員警總監的說法，他駕駛的SUV內的事故資料記錄器顯示他在車禍5秒前的速度是91英里每小時，而該地區道路的限速是65英里每小時。後來查實開車的並非州長本人。

## 帶有錄影功能的事故資料記錄器
帶有錄影功能的事故資料記錄器（VEDR）可以為事故、駕駛評價和汽車性能評估提供影像記錄。
- 愛爾蘭島的一家救護車公司為他們的車隊安裝了帶有錄影功能的事故資料記錄器。發生意外後，借助該設備成功從協力廠商保險公司獲得了所有賠償。[7]
- 2010年12月24日，台灣的新北市新店區發生了惡意阻擋救護車救援導致病患死亡的新店救護車阻擋事件，由事故資料記錄器（車內錄影機）攝錄下的資料被上傳到YouTube並引來道德與特權關說爭議。

## 外部連結
- 引擎蓋下的密探（英文），風險管理雜誌
- 重型車輛的事故資料記錄器（英文），EDR技術的資訊
- 國家公路交通安全局關於EDR的資訊（英文），EDR技術的資訊
- 美國運輸部（英文）[永久] 為EDR制定規則